# Yobibyte
O Yobibyte (contracção do inglês yotta binary byte) é uma unidade do Sistema Internacional para designar 280 bytes de informação ou de armazenamento computacional. A sua abreviatura é YiB.
- 1 yobibyte = 280 bytes = 1 208 925 819 614 629 174 706 176 bytes = 1024 zebibytes

O yobibyte está muito relacionado com o yottabyte, que pode ser um sinónimo — embora incorrecto — para yobibyte, ou uma referência para 1024 bytes = 1 000 000 000 000 000 000 000 000 bytes, dependendo do contexto (ver prefixo binário).